# 柴崎憲治
柴崎 憲治（しばさき けんじ、1955年8月10日 - ）は、埼玉県出身の音響効果技師。主に映画、テレビドラマなどのサウンドエフェクトを手掛ける。有限会社アルカブース代表取締役社長。

## 略歴
日活芸術学院第2期修了後の1978年、同期の渡部健一と共に東洋音響効果グループにアルバイト目的で参加し、佐々木英世、倉橋静男、小島良雄らに師事。テレビドラマ『熱中時代』『大都会 PARTIII』『スクール☆ウォーズ』、映画『蘇える金狼』『幻魔大戦』『AKIRA』などの作品に音効助手として就いた後、1988年倉橋静男と共にサウンドボックスの設立に参加。
以降効果技師として一本立ちし、『SCORE』『Shall we ダンス?』などの劇場作品、『タフ』『凶銃ルガーP08』などのビデオ映画、『電脳都市OEDO808』『鉄腕バーディー』『マクロスプラス』などのアニメ作品に至るまで多数の作品に参画。
1997年、映画監督の三池崇史の協力を得てアルカブースを設立。徹底してリアリティと精密さに拘ったサウンドデザインが各方面から注目され、以後大作映画から単館系作品、B級もののVシネマに至るまで、膨大な数の作品を手掛けることとなる。それまで日本では格下的に扱われていたサウンドエフェクトの重要性を映画界に認知させた立役者の一人であり、現在では「日本で最も多忙な音効マン」の異名を取る。2011年、第21回東京スポーツ映画大賞・技術スタッフ賞受賞。
業界入り当時は、『熱中時代』第1シリーズに俳優として出演した経歴も持つ。

## 受賞歴
- 第44回日本アカデミー賞 最優秀録音賞（『Fukushima 50』、鶴巻仁と共同）[1]
- 第7回映画のまち調布賞 特別賞[2]

## 担当作品
※特記のないものは映画作品を示す。

### 東洋音響・サウンドボックス時代
1983年
- 幻魔大戦（佐々木英世、倉橋静男と共同）

1984年
- さよならジュピター（佐々木英世と共同）[3]
- SF新世紀レンズマン（倉橋静男と共同）
- GALACTIC PATROL レンズマン - テレビアニメ
- ザ・オーディション（佐々木英世と共同）

1985年
- スクール☆ウォーズ（帆苅幸雄と共同） - テレビドラマ
- カムイの剣（佐々木英世、倉橋静男と共同）
- ペンギンズ・メモリー 幸福物語（倉橋静男、木下克己と共同）
- ボビーに首ったけ（木下克己と共同）

1986年
- ザ・ショックス 世界の目撃者（帆苅幸雄と共同）

1988年
- さらば愛しき人（佐々木英世と共同）
- AKIRA（倉橋静男と共同）

1989年
- 帝都大戦（倉橋静男と共同）
- CFガール

1990年
- 天と地と
- 電脳都市OEDO808 - OVA作品
- 空想科学任侠伝 極道忍者ドス竜 - ビデオ作品
- タフ - ビデオ作品

1991年
- 帝都物語（倉橋静男と共同） - OVA作品
- 昭和鉄風伝 日本海
- サニー・ゲッツ・ブルー 追撃のキーウエスト - ビデオ作品
- 波の数だけ抱きしめて
- ベイサイド・バイオレンス 群狼 - ビデオ作品
- レディハンター 殺しのプレリュード - ビデオ作品
- 火曜サスペンス劇場『不在証明』 - テレビドラマ

1992年
- 七人のおたく

1993年
- 獣兵衛忍風帖
- 激走バトルキング - ビデオ作品
- ハートブレイカー 弾丸より愛をこめて - ビデオ作品
- 国会へ行こう!
- 銃夢 - OVA作品
- お江戸はねむれない! - OVA作品

1994年
- 凶銃ルガーP08
- マクロスプラス - OVA作品
- 極道プロレス - ビデオ作品

1995年
- マクロスプラス MOVIE EDITION
- MEMORIES「最臭兵器」
- 新・悲しきヒットマン
- 新宿黒社会 チャイナ・マフィア戦争

1996年
- SCORE
- Shall we ダンス?
- 鉄腕バーディー - OVA作品
- 極道戦国志 不動

1997年
- 殺し屋&嘘つき娘

### アルカブース設立以降
1997年
- BUGS
- 鬼火
- MISTY
- 岸和田少年愚連隊 血煙り純情篇
- バウンス ko GALS
- なにわ忠臣蔵
- 東京龍 トーキョードラゴン
- モスラ2 海底の大決戦（三谷直樹と共同）

1998年
- リング
- 緑の街
- 蘇える金狼
- Body Thrill ボディ スリル
- ジャンクフード
- 卓球温泉
- 中国の鳥人
- アンドロメディア
- 酔夢夜景
- ろくでなしBLUES'98
- BEAT
- 岸和田少年愚連隊 望郷
- 大怪獣東京に現わる

1999年
- YYK論争 永遠の誤解
- 日本極道史 野望の軍団
- リング2
- LUCKY LODESTONE（三谷直樹と共同）
- SLANG 黄犬群
- 鉄 平成侠客伝
- なで肩の狐
- ワンダフルライフ
- 英二
- heat after dark
- 報復 REVENGE 劇場版
- バレット・バレエ
- CHAKA チャカ2
- 凶犯
- メッセンジャー
- 双生児
- 金融腐蝕列島〔呪縛〕
- 月光の囁き
- SCORE2 THE BIG FIGHT
- 千年旅人
- 白痴
- サラリーマン金太郎
- DEAD OR ALIVE 犯罪者
- 御法度
- 平成刺客伝 鉄

2000年
- JUNK 死霊狩り
- いちげんさん
- 発狂する唇
- オーディション
- 守ってあげたい!
- ある探偵の憂鬱
- アナザヘヴン
- ボクの、おじさん THE CROSSING
- ブリスター!
- ひまわり
- 仮面学園
- さくや妖怪伝
- 餓狼の群れ
- 絵里に首ったけ
- 漂流街 THE HAZARD CITY
- バトル・ロワイアル
- 本日またまた休診なり

2001年
- 玩具修理者
- 弟切草
- 狗神 INUGAMI
- 鬼武者（ゲーム）
- ビジターQ
- 死びとの恋わずらい
- クロエ
- 天国から来た男たち
- けものがれ、俺らの猿と
- 贅沢な骨（北田雅也と共同）
- VERSUS
- 忘れられぬ人々
- ダンボールハウスガール
- リリイ・シュシュのすべて
- ハッシュ!
- 修羅雪姫
- 殺し屋1
- 血を吸う宇宙

2002年
- DEAD OR ALIVE FINAL
- 仄暗い水の底から
- 化粧師 KEWAISHI（北田雅也、伊藤瑞樹と共同）
- カタクリ家の幸福
- 修羅の群れ
- 荒ぶる魂たち
- 突入せよ! あさま山荘事件
- 新・仁義の墓場
- 金融破滅ニッポン 桃源郷の人々
- 宣戦布告
- Dolls
- マッスルヒート
- AIKI
- 六月の蛇（北田雅也と共同）
- ALIVE
- ミニモニ。じゃムービー お菓子な大冒険!

2003年
- 呪怨2
- ラヴァーズ・キス（伊藤瑞樹と共同）
- 13階段
- 青の炎（北田雅也と共同）
- OKITE やくざの詩
- 魔界転生
- あずみ
- ドラゴンヘッド
- バトル・ロワイアルII 鎮魂歌
- 座頭市
- 偶然にも最悪な少年（伊藤瑞樹と共同）
- スカイハイ 劇場版
- 嗤う伊右衛門

2004年
- 着信アリ
- ゼブラーマン
- 東京原発
- 世界の中心で、愛をさけぶ
- 風音
- NIN×NIN 忍者ハットリくん THE MOVIE
- 予言
- デビルマン
- いま、会いにゆきます
- CHARON
- ゴジラ FINAL WARS（佐々木英世、伊藤進一と共同）

2005年
- 北の零年（斎藤昌利と共同）
- フリック
- ビートキッズ
- 渋谷物語
- あずみ2 Death or Love
- インディアン・サマー
- 自由戀愛
- 着信アリ2
- 戦国自衛隊1549
- 逆境ナイン
- 妖怪大戦争
- TAKESHIS'
- ALWAYS 三丁目の夕日
- 奇談
- 狼少女
- 東京ゾンビ
- インプリント〜ぼっけえ、きょうてえ〜
- 仮面ライダー THE FIRST（伊藤瑞樹と共同）
- SHINOBI
- まだまだあぶない刑事
- ベロニカは死ぬことにした
- SPL/狼よ静かに死ね
- 男たちの大和/YAMATO

2006年
- 輪廻
- 最終兵器彼女
- TAKI183
- かかしの旅
- ちゃんこ
- 46億年の恋
- LIMIT OF LOVE 海猿
- デス・トランス
- 日本沈没（2006年版）
- 小さき勇者たち〜ガメラ〜
- テニスの王子様
- バルトの楽園
- 着信アリFinal
- シルクロード少年 ユート（中村翼と共同） - テレビアニメ作品
- 太陽の傷
- 夜のピクニック

2007年
- 龍が如く 劇場版
- The焼肉ムービー プルコギ
- 檸檬のころ（大河原将と共同）
- 吉祥天女
- ドリーム・クルーズ
- 監督・ばんざい!
- 大日本人
- 怪談
- スキヤキ・ウエスタン ジャンゴ
- クローズZERO
- ALWAYS 続・三丁目の夕日
- ROBO☆ROCK
- 魍魎の匣
- 憑神
- 茶々 天涯の貴妃

2008年
- 銀色のシーズン
- 世界で一番美しい夜
- L change the WorLd
- ふるさとをください
- チェスト!
- 神様のパズル
- ねこのひげ
- DIVE!!
- 僕の彼女はサイボーグ
- クライマーズ・ハイ
- シャカリキ!
- アキレスと亀
- 蛇にピアス（北田雅也と共同）
- しあわせのかおり
- コドモのコドモ
- ホームレス中学生
- 天国はまだ遠く
- K-20　怪人二十面相・伝

2009年
- 誰も守ってくれない
- ヤッターマン
- ハリウッド監督学入門
- 今度の日曜日に
- ガマの油
- クローズZERO II
- Blood ブラッド（大河原将と共同）
- 蟹工船
- 真夏の夜の夢
- BALLAD 名もなき恋のうた
- TAJOMARU
- 沈まぬ太陽
- なくもんか
- 蘇りの血
- リング・オブ・ガンダム（大河原将と共同）
- 長髪大怪獣ゲハラ（中村翼と共同）

2010年
- BANDAGE バンデイジ
- アウトレイジ
- 恐怖
- シュアリー・サムデイ（大河原将と共同）
- ロストパラダイス・イン・トーキョー
- ゼブラーマン -ゼブラシティの逆襲-
- クロサワ映画（小山秀雄と共同）
- THE LAST MESSAGE 海猿
- 十三人の刺客
- インシテミル 7日間のデス・ゲーム
- SPACE BATTLESHIP ヤマト
- 最後の忠臣蔵
- 十三人の刺客
- ウルトラマンゼロ THE MOVIE 超決戦!ベリアル銀河帝国
- MM9-MONSTER MAGNITUDE-

2011年
- プリンセス トヨトミ（大河原将と共同）
- デンデラ
- 忍たま乱太郎
- アンフェア the answer
- 天国からのエール
- 一命
- クロサワ映画2011〜笑いにできない恋がある〜
- ワイルド7
- ブラック・ジャック FINAL（赤澤勇二と共同） - OVA作品

2012年
- ALWAYS 三丁目の夕日'64
- はやぶさ 遥かなる帰還
- 逆転裁判
- ギョ（赤澤勇二と共同） - OVA作品
- 種まく旅人〜みのりの茶〜
- わが母の記
- 貞子3D
- 愛と誠
- BRAVE HEARTS 海猿
- アウトレイジ ビヨンド
- PIECE〜記憶の欠片〜（中村佳央と共同）
- 悪の教典
- 今日、恋をはじめます

2013年
- 劇場版 HUNTER×HUNTER 緋色の幻影
- 遺体 明日への十日間
- 藁の楯
- 探偵はBARにいる2 ススキノ大交差点
- クロユリ団地
- 少年H
- 貞子3D2
- 凶悪
- 利休にたずねよ

2014年
- 土竜の唄 潜入捜査官REIJI
- 神さまの言うとおり
- 喰女-クイメ-
- 瀬戸内海賊物語
- 呪怨 終わりの始まり
- 偉大なる、しゅららぼん
- 魔女の宅急便
- ルパン三世

2015年
- 風に立つライオン
- さいはてにて-やさしい香りと待ちながら-
- 種まく旅人 くにうみの郷
- 海難1890
- 進撃の巨人 ATTACK ON TITAN
- 進撃の巨人 ATTACK ON TITAN エンド オブ ザ ワールド
- 映画 暗殺教室
- ジヌよさらば〜かむろば村へ〜
- 龍三と七人の子分たち
- 駆込み女と駆出し男
- この国の空
- 呪怨 -ザ・ファイナル-
- 日本のいちばん長い日
- アンフェア the end
- グラスホッパー
- 劇場霊

2016年
- 暗殺教室〜卒業編〜
- 女が眠る時
- 日本で一番悪い奴ら
- クリーピー 偽りの隣人
- 嫌な女
- のぞきめ
- グッドモーニングショー
- この世界の片隅に
- 風に濡れた女
- 牝猫たち
- 種まく旅人 夢のつぎ木
- BOYS AND MEN 〜One For All, All For One〜

2017年
- きょうのキラ君
- ホワイトリリー
- 愚行録
- こどもつかい
- 映画 夜空はいつでも最高密度の青色だ
- バイオハザード：ヴェンデッタ
- RE:BORN
- 関ヶ原
- 散歩する侵略者
- 予兆 散歩する侵略者
- アウトレイジ 最終章
- ユリゴコロ
- 彼女がその名を知らない鳥たち
- 火花
- 空海-KU-KAI- 美しき王妃の謎

2018年
- ホペイロの憂鬱
- サニー/32
- ラブ×ドック
- 孤狼の血
- OVER DRIVE
- 未来のミライ
- スカブロ
- 検察側の罪人
- 止められるか、俺たちを
- ニート・ニート・ニート

2019年
- 映画刀剣乱舞-継承-
- 愛唄 -約束のナクヒト-
- 吾郎の新世界（松浦大樹と共同）
- 麻雀放浪記2020
- 殺人鬼を飼う女
- 映画 としまえん
- 凪待ち
- 旅のおわり世界のはじまり
- 葬式の名人
- わたしは光をにぎっている
- ひとよ

2020年
- 太陽の家
- シグナル100
- 前田建設ファンタジー営業部
- 静かな雨
- Fukushima 50
- 映像研には手を出すな!
- 水曜日が消えた
- ぐらんぶる
- 生きちゃった
- 日本独立
- 妖怪人間ベラ

2021年
- 燃えよ剣
- はるヲうるひと
- 太陽は動かない
- 孤狼の血 LEVEL2
- おもいで写眞
- HOKUSAI
- Arc アーク
- 東京リベンジャーズ

2022年
- 大怪獣のあとしまつ
- 映画 おそ松さん
- やがて海へと届く
- 死刑にいたる病
- 流浪の月
- 恋い焦れ歌え
- 峠　最後のサムライ
- コンビニエンス・ストーリー
- ヘルドッグス
- カラダ探し
- 天間荘の三姉妹
- 仮面ライダーBLACK SUN[4]
- 土を喰らう十二ヵ月
- メイヘムガールズ
- レッドシューズ

2023年
- 映画刀剣乱舞 黎明
- BLUE GIANT
- 東京リベンジャーズ2 血のハロウィン編 -運命-
- 東京リベンジャーズ2 血のハロウィン編 -決戦-
- 愛にイナズマ
- BAD LANDS バッド・ランズ
- 月
- 次元大介
- ゴジラ-1.0 - 応援
- 愛にイナズマ
- 首
  - 隣人X -疑惑の彼女-

2024年
- ゴールド・ボーイ
- レディ加賀
- i ai
- 陰陽師0
- 碁盤斬り
- カミノフデ 怪獣たちのいる島
- Cloud クラウド
- アングリースクワッド 公務員と7人の詐欺師
- 十一人の賊軍

2025年
- 雪の花 -ともに在りて-